# Capitanes de Ciudad de México
Capitanes de Ciudad de México alternativt Mexico City Capitanes är ett mexikanskt professionellt basketlag som spelar i den nordamerikanska basketligan NBA G League, farmarliga till National Basketball Association (NBA), sedan säsongen 2021–2022. Det var dock tänkt att Capitanes skulle ha debuterat redan till säsongen 2020–2021 men covid-19-pandemin kom i vägen. Basketlaget har sitt ursprung från 2017 när Capitanes grundades i syfte att spela i den mexikanska professionella basketligan Liga Nacional de Baloncesto Profesional de México (LNBP).
Capitanes spelar sina hemmamatcher i Arena Ciudad de México, som har en publikkapacitet på 22 300 åskådare, i Mexico City sedan 2022. Dessförinnan höll basketlaget till vid Gimnasio Juan de la Barrera de la Ciudad de México.